# Дитрих Матешиц
Дитрих Матешиц е австрийски бизнесмен милиардер. Той е съосновател и 49% собственик на Red Bull GmbH. Към октомври 2021 г. нетното състояние на Матешиц се оценява на 25,4 милиарда щатски долара.

## Биография
Матешиц е роден на 20 май 1944 г в Щирия, Австрия. Баща му е с хърватски произход, роден в гр. Марибор - Р. Словения. Майка му е австрийка от Щирия.Родителите му са учители в начално училище.През 1972 г. получава маркетингова степен и успява да удължи студентството си до 10 години във Виенския университет, като се присъединява към Unilever, като рекламира детергенти.Премества се в Blendax ,като промотира пасти за зъби. При пътуване по работа в Азия, се натъква на тонизираща напитка, която по-късно ще пусне на пазара.През 1984 г. основава компанията Red Bull  с тайладския си партньор и сътрудник на Blendax Чалео Йоовидхия.Следва 3 г. разработка на напитката и през 1987 г. пускат на пазара енергийната напитка Red Bull с логото с два червени бика.Началната инвестиция на Матешиц е 500 000 долара.
След среща с Герхард Бергер навлиза в средите на Формула 1, а през 1995 г. поддържа контакти с екипа на Sauber, като придобива 60 % от отбора.През същата година Хайнц Харалд Френдсен печели 3-то място на "Монца".През отбора по времето на Red Bull  преминават имена като Жан Алези, Фелипе Маса, Мика Сало, Джанкарло Фисикела, Ник Хайтфелд, Джони Хърбърт.
Чрез връзките си със Хелмут Марко -собсвеник на отбора  F3000/F3 подкрепя младите пилоти.По-късно Марко става основен съветник в областта на автомото спортвете.Петер Заубер наема пилота на Рено Кими Райконен -така възниква конфликт между него и Матешиц.